# Génesis Flórez
Génesis Flórez (Ciudad Guayana, 22 de agosto de 1998) es una futbolista venezolana que juega de mediocampista en ADIFFEM de la Primera División Femenina de Venezuela. Además fue internacional con su selección juvenil.

## Trayectoria
Inició su carrera en Lala FC, equipo creado en 2017 para competir en la temporada inaugural de la Superliga. Participó con Lala en los torneos de 2017, 2018 y 2019.
Fue la máxima goleadora de la Superliga 2018 con 32 goles entre Apertura y Clausura. En la Superliga 2019, jugada a una sola ronda, fue nuevamente goleadora, con 17 tantos. Es también la máxima goleadora histórica de la Superliga.
En 2019 fue cedida a Estudiantes de Caracas para disputar la Copa Libertadores. Jugó los tres partidos y convirtió un gol.
En 2021 es nueva jugadora del Club Llaneros Femenino para disputar la Liga Betplay 2021. Jugó la Primera División Femenina de Venezuela 2022 con Deportivo La Guaira para luego volver a Colombia con el Independiente Santa Fe. No ingresó durante la final en la que su equipo se consagró campeón de la liga.
A mediados de 2023 se unió a ADIFFEM, donde fue subcampeona de Venezuela.
Participó con la selección sub-20 venezolana en el Sudamericano 2018, donde obtuvo un cuarto puesto.
El 7 de febrero de 2024 se oficializa su fichaje por el Salamanca Futbol Femenino procedente del ADIFFEM.